# Pica dera Gossetèra
La Pica dera Gossetèra és una muntanya de 1.884 metres que es troba entre els municipis de Bossòst, a la comarca de la Vall d'Aran i de Banhèras de Luishon a França.